# Ginga Fukei Densetsu Sapphire
Ginga Fukei Densetsu Sapphire (銀河婦警伝説サファイア Ginga Fukei Densetsu Safaia?, La leyenda de la mujer policía galáctica Sapphire) es un videojuego de tipo matamarcianos publicado por Hudson Soft en 1995 para la consola PC Engine (en formato Arcade CD-ROM²). Se lanzó solamente en Japón, pero es incorporado en PC Engine Mini como parte de los 57 juegos incluidos en todos los modelos (incluyendo la PC Engine CoreGrafx Mini de Europa y la TurboGrafx-16 Mini en América). 

## Desarrollo de los Arcade CD-ROM²
Debido a la antigüedad de PC Engine, solo se crearon juegos en formato CD-ROM ya que la última HuCard fue creada a finales de 1994. Los nuevos juegos solo fueron creados en Super CD-ROM² pero este y algunos juegos son Arcade CD-ROM², en donde requiere la Arcade Card, en donde agrega 2,25 MB al lector de CD, se muestra los gráficos prerenderizados y es requisito para algunos juegos de lucha. Si el Arcade CD-ROM² es insertado en el lector CD-ROM² original, se requiere insertar la Arcade Card Pro a la ranura de HuCard, ya que combina la BIOS del Super CD-ROM² y la memoria RAM extra requerida para mostrar los efectos 3D prerenderizados. En cambio, si el Arcade CD-ROM² es insertado en el lector Super CD-ROM², requiere insertar la Arcade Card Duo a la ranura de HuCard. 

## Argumento
Año 2092. Los viajes en el tiempo son posibles y unos terroristas robaron el antiguo reloj y varias armas potencialmente peligrosas. La capitana de la policía galáctica ordena a las 4 chicas a enfrentar a los terroristas en 5 puntos y espacios temporales distintos.